# Phyllachora euryae
Phyllachora euryae är en svampart som först beskrevs av Marjan Raciborski, och fick sitt nu gällande namn av Arx & E. Müll. 1954. Phyllachora euryae ingår i släktet Phyllachora och familjen Phyllachoraceae.   Inga underarter finns listade i Catalogue of Life.